# 木藤たかおのラヂオ本町!一丁目一番地!
木藤たかおのラヂオ本町!一丁目一番地!（きとうたかおのらぢおほんまちいっちょうめいちばんち）は2006年11月18日に放送開始した南海放送のラジオ番組である。

## 出演
- パーソナリティ:木藤たかお
- アシスタント:月岡瞳

## 放送時間
- 毎週土曜日07:10〜13:00

## タイムテーブル
- 07:10 オープニング
- 07:15 マイタウンネット
- 07:30 愛媛新聞ニュース
- 07:34 マイタウンネット
- 07:49 レース・ガイド
- 07:51 交通情報
- 07:55 愛媛新聞ニュース
- 08:00 AMサイズ。的
- 08:15 交通情報＋1
- 08:20 ネッツトヨタ瀬戸内 ミュージックモーニング
- 08:25 マイタウンネット
- 08:30 梅田悦生の幸せ変更線
- 08:45 ウイークエンド釣り情報
- 08:55 愛媛新聞ニュース
- 08:45 ウイークエンド釣り情報
- 09:10 ママは育児なし
- 09:15 交通情報
- 09:20 グッドモーニング!キャピイ
- 09:30 愛媛新聞ニュース
- 09:35 みんなの松山
- 09:45 創価学会ワールドネットワーク
- 09:50 キャピイ情報
- 09:55 愛媛新聞ニュース
- 10:00 木藤たかおのシネマサロン
- 10:05 マイタウンネット
- 10:10 JX童話の花束
- 10:20 トヨペットナイスミドル応援団
- 10:30 えほんのもり 〜くれよんラジオ〜
- 10:45 犬伏教授の住まいと人の物語
- 10:55 マイタウンネット
- 11:00 お楽しみ川柳相撲（行司役 上岡喜久子）
- 11:25 愛媛新聞ニュース
- 11:30 マイタウンネット
- 11:45 高樹千佳子のハイブリッドな週末
- 12:05 東京アカデミー・君の夢をバックアップ!!
- 12:25 キャピイ情報
- 12:30 愛媛新聞ニュース
- 12:40 愛媛大学広報番組 研究室からこんにちは!